# 魍魎戦記MADARA赤
『魍魎戦記MADARA赤』（もうりょうせんきマダラ・ラサ）は、大塚英志原作、田島昭宇の漫画である。単行本は全3巻。『魍魎戦記MADARAシリーズ』の第3部であり、『電撃スーパーファミコン』での連載中は『魍魎戦記マダラ3MADARA赤』が正式タイトルだった。ちなみに赤は「ラサ」と読む。
『マル勝ファミコン』(角川書店)1992年10号～21号、『電撃スーパーファミコン』(メディアワークス)1993年2号～1994年8号にて連載された。連載中に版元の角川書店の分裂騒動発生に伴い、『マル勝ファミコン』(角川書店)から『電撃スーパーファミコン』(メディアワークス)に連載が移籍した。

## 概要
大塚原作、田島作画の漫画としては最後の『MADARA』であり、聖神邪（ユダヤ）の物語でもある。タイトルの『赤』とは赤の戦士・聖神邪（ユダヤ）を示す言葉である。難解化し複雑な設定だった『弐』から一転、単純明快な冒険活劇に回帰し、登場人物もマダラを思わせる少年ムーと、人気の高い聖神邪（ユダヤ）がダブル主人公を務め、『壱』の要素を詰め込み企画された。

## ストーリー
赤砂（ラサ）により荒廃した砂漠の大地フダラク大陸。かつて共に戦い、転生した友「マダラ」を追いこの地に降り立ったユダヤ（聖神邪）は、孤児たちが暮らす砦・アジールでマダラの面影を持つ少年ムーと、アジールを守る不滅竜と出会う。ユダヤ（聖神邪）に対しムー達は、大人である事、髪がフダラク不吉の象徴「赤」である事を理由に拒絶するが、苦難を共有する事で少しずつ打ち解けていく。そんな中、フダラク王家の王位継承者の証「スターメーカー」を狙うクリシュナの第六皇子ダルマが、王位継承権を持つ末弟皇子ムーに狙いを定めアジールに襲来。仲間たち、そして不滅竜を「言霊の法」により殺されたムーはダルマと対峙するが、ダルマはクリシュナ王家の「母」リリスをはじめとする「アガルタ」の魔に寄生され、それを成した元凶は兄である第五皇子グウィンであると知る。ダルマの末期の姿を前にムーは自身の宿命と戦う決意をし、不滅竜より託された神剣スターメーカーをもってアガルタの魔を滅する。フダラクを赤砂（ラサ）により狂わせたクリシュナと戦うため、ムーは縁に結ばれた赤い髪の男ユダヤ（聖神邪）と共に、クリシュナの住まう世界山（ダンテ）へと旅立つ。

## 登場人物
ムー
主人公。マダラの面影を持つ少年。末子相続制であるクリシュナ王家においては王位継承権を持つ第八皇子。父・ジブリ王が魔界アガルタと通ずるア・ローカの門を経て現れた邪神リリスと契って生まれた禁断の子であり、それ故に真実の名である竜名（ドラゴンネーム）を持たない。(「ムー」とはクリシュナ語で「名無し」を意味する)。幼少時、兄カルマの手で赤砂に侵食された王家から逃がされ移動寺院アクパで過ごすが大人たちの在り様に反発し不滅竜と共に出奔。孤児たちが暮らす砦・アジールのリーダー格として過ごしていたがクリシュナにより仲間たちを失い、王家の人間として戦うことを決意する。ユダヤ（聖神邪）と出会い、それまで自分が見知っていた者とは違う大人の姿に惹かれ、彼を兄の様に慕っていく。王家の人間のため、フダラクの民の生殺与奪の権利を操る「言霊の法」並びに「掌妙剄」の源流である「龍玉（ナーガ）の法」を使え、神剣スターメーカーを手にした際は「霊妙剣」と同質の剣技「ナーガ剣」が使用可能になり、その力は怒りと呼応し爆発的な破壊力を放つ。マダラの母であるサクヤとムーの母リリス（出産に人間の代理母を使用）はアガルタにおいて姉妹であり、マダラとムーは霊的に従兄弟関係である。そのためムーは「フダラクにおけるマダラ」の運命を持った少年である。
ユダヤ（聖神邪）
もう一人の主人公。転生したマダラを追い、転生の扉を探しフダラク大陸へ漂着。ムーにマダラの面影を見てか兄貴分の様に気さくに接する。基本的な性格は変わっていないが、『壱』に比べると大人びて落ち着いた風格を見せる。主人公ムーのサポート役に徹し、スターメーカーを手にしたムーに霊妙剣（ナーガ剣）の指導も行う。剣技と掌妙剄は相変わらずの冴えを見せるが、赤砂腫に侵され余命幾許もない。残りの寿命を賭け、ムーと転生の門がある世界山へ旅立つ。
不滅竜
カルマがムーをクリシュナから逃がすために仕えさせた大地母神。王位継承者の証の剣「スターメーカー」を封印されていた。また作中において竜名がマダラである事が判明する。
プレシャ
クリシュナの錬金術師ヘルメスに作られた少女。竜名を全て記憶しているため「言霊の法」には不可欠の存在。当初は心を持たない人形同然だったが、消滅した不滅竜に心を与えられ自我を持ちムーたちと行動を共にする。フダラク最後の産土から作られた彼女はフダラク再生の大地母神としての道を選び不滅竜の幼獣に変生する。
レラ
風使いの少女。ムーたちと共に孤児たちが暮らす砦・アジールを守る。勝気で活発な娘であり、ユダヤ（聖神邪）に憧れを抱く。
カルマ
クリシュナの第七皇子。ムーの心優しき兄であったが少年時代、フダラク再生にアガルタの力を使うよう王を唆せた。一時的にはフダラクを救えたが、魔の巣くう世界と化したフダラクとクリシュナに罪悪感を抱える。
グウィン
クリシュナの第五皇子。かつては国の事を真剣に考えていたが、アガルタの魔に支配され狂気の道に走り完全な水銀生命体と化す。自らをフダラクの真の救世主「真王」とし、他の皇子たちを殺害。フダラク大陸を支配してアガルタへの扉を開かんとする。
ヘルメス
クリシュナ王家の錬金術師。クリシュナに反逆したムーへ、グウィンより放たれた刺客。己が仕えるグウィンと、かつて親しかったムーとの間で揺れるが、戦いの中でムーこそがフダラクを救う「真王」である事を悟って改心、クリシュナの住まう世界山への道を提供する。
沙門（シャモン）
親善大使として千年王国から送られてきたが、クリシュナ王家に投獄されてしまう。獄中でカルマと出会う。
ロキ
千年王国の若き王。沈没したフダラクから漂着したムーをはじめとするフダラクの民を千年王国で受け入れる。成長したムーを「マダラさんによく似ている」と評する。
ヒミカ
ロキの妃でありユダヤの妹。成長したムーを「お兄ちゃんによく似ている」と評する。
カオス
物語の終盤にてわずかに登場。マダラを探し求め放浪している。

## 単行本
単行本全３巻。『マル勝ファミコン』(角川書店)1992年10号～21号、『電撃スーパーファミコン』(メディアワークス)1993年2号～1994年8号にて連載された。
- 『魍魎戦記摩陀羅全集 Vol.5 - 7 MADARA赤LASA』（全3巻）（電撃コミックスEX・メディアワークス）
  1. Madara赤 第1巻 赤い髪の漂泊者　1993年5月1日発売
  2. Madara赤 第2巻 竜使いの少年　1994年3月1日発売
  3. Madara赤 第3巻 永遠の少女　1994年9月1日発売

- 『田島昭宇MADARA完全コレクション6 - 8 MADARA赤』（全3巻）（KadokawaComicsA・角川書店）
  1. MADARA赤(LASA)―魍魎戦記摩陀羅 (1)  1996年10月1日発売
  2. MADARA赤(LASA)―魍魎戦記摩陀羅 (2)  1997年1月1日発売
  3. MADARA赤(LASA)―魍魎戦記摩陀羅 (3)  1997年1月1日発売

- 『MADARA　ARCHIVES　3　魍魎戦記MADARA赤』（全1巻）(KADOKAWA)
  - 2018年3月2日発売、コミックス3冊分を一巻に合本